# Jesse McCartney
Jesse McCartney (ur. 9 kwietnia 1987 w Nowym Jorku) – amerykański piosenkarz, aktor (głównie serialowy) oraz autor tekstów piosenek.
Syn Ginger i Scotta McCartney, jego rodzeństwem są Lea i Timmy. Karierę rozpoczął od występów w musicalach na Broadwayu: Król i ja i A Christmas Carol. W wieku od 11 do 13 lat grał w serialu Wszystkie moje dzieci oraz występował z boysbandami Sugar Beats i Dream Street, którego debiutancka płyta pokryła się złotem.
Jedna z jego piosenek – „Beautiful Soul” – znalazła się na jego platynowej, debiutanckiej płycie, zatytułowanej właśnie Beautiful Soul, a także na soundtracku do filmu A Cinderella Story. Na potrzeby soundtracku nagrał także piosenkę „Best Day of My Life'”. W roku 2006 powrócił z płytą Right where you want me, którą promował singel o tej samej nazwie. W 2008 roku ukazała się jego trzecia solowa płyta Departure promowana hitem „Leavin'”.

## Dyskografia

### Albumy
- Beautiful Soul (2004)
- Right where you want me (2006)
- Departure (2008)
- Departure: Recharged (2009)
- In Technicolor Part 1 EP (2013)
- In Technicolor (2014)

### Single
- Beautiful Soul (2004)
- She’s No You (2005)
- Because You Live (2005)
- Get Your Shine On (2006)
- Right Where You Want Me (2006)
- Just So You Know (2006)
- Leavin' (ur. 2008)
- It’s Over (2008)
- How Do You Sleep? (z Ludacris) (2009)
- Body Language (z T-Pain) (2009)
- Shake (2010)
- Back Together (2013)
- Superbad (2014)

## Filmografia

### Filmy
- 2015 – 88 – Winks
- 2013 – Campus Life – Ari
- 2012 – Chernobyl Diaries – Chris
- 2011 – Locke & Key – Tyler Locke
- 2010 – The Clockwork Girl – Huxley
- 2010 – Beware the Gonzo – Gavin Reilly
- 2008 – Frosted Pink with a Twist – on sam
- 2008 – Keith – Keith
- 2005 – Jesse McCartney: Up Close – on sam
- 2005 – Pizza – Justin
- 2001 – The Pirates of Central Park – Simon Baskin

### Seriale
- 2014 – Young & Hungry – Cooper
- 2013 – Ben and Kate – chłopak z college’u
- 2013 – Army Wives – Tim Truman (sezon 7)
- 2013 – Fly or Die – on sam
- 2011 – CSI: Kryminalne zagadki Las Vegas – Wes Clyborn
- 2008 – The Bonnie Hunt Show – on sam
- 2007 – Hannah Montana – on sam
- 2007 – Greek – Andy
- 2005 – Nie ma to jak hotel – on sam
- 2004/2005 – Summerland – Bradin Westerly
- 2000 – Prawo i porządek – Danny Driscoll
- 1998/1999 – Wszystkie moje dzieci – Adam 'Sunshine / Junior / J.R.’ Chandler Jr.

### Głos
- 2019 – Kingdom Hearts III – Roxas / Ventus (wer. angielska)
- 2014 – Dzwoneczek i tajemnica piratów – Terencjusz
- 2013 – Wings – Cyklon
- 2012 – Kingdom Hearts 3D: Dream Drop Distance – Roxas / Ventus (wer. angielska)
- 2011 – Kingdom Hearts Re:coded – Data-Roxas (wer. angielska)
- 2010 – Dzwoneczek i legenda zimy – Terencjusz
- 2010 – Dzwoneczek i uczynne wróżki – Terencjusz
- 2010 – Liga Młodych – Robin / Nightwing (wer. angielska)
- 2010 – Kingdom Hearts: Birth by Sleep – Ventus / Roxas (wer. angielska)
- 2009 – Alvin i wiewiórki 2 – Teodor
- 2009 – Dzwoneczek i zaginiony skarb – Terencjusz
- 2009 – Kingdom Hearts: 358/2 Days – Roxas (wer. angielska)
- 2008 – The Hardy Boys: The Hidden Theft – Frank Hardy
- 2008 – Dzwoneczek – Terencjusz
- 2008 – Horton słyszy Ktosia – Jojo
- 2007 – Alvin i wiewiórki – Teodor
- 2005 – Kingdom Hearts II – Roxas (wer. angielska)